# 威廉斯堡鎮區 (北卡羅萊納州羅京安縣)
威廉斯堡鎮區（英語：Williamsburg Township）是位於美國北卡羅萊納州羅京安縣的一個鎮區。

## 地方資料
威廉斯堡鎮區的面積為119.40平方千米，皆為陸地。根據2020年美國人口普查的數據，當地共有人口4266人，而人口密度為每平方千米35.73人。